# Mompha opacella
Mompha opacella é uma espécie de mariposa do gênero Mompha pertencente à família Coleophoridae.